# Journal of Biomechanics
Journal of Biomechanics is een internationaal, aan collegiale toetsing onderworpen wetenschappelijk tijdschrift op het gebied van de biofysica. De naam wordt in literatuurverwijzingen meestal afgekort tot J. Biomech. Het wordt uitgegeven door Elsevier namens de University of Michigan en verschijnt maandelijks. Het eerste nummer verscheen in 1968.
De Journal of Biomechanics Award erkent substantiële en conceptueel nieuwe mechanische benaderingen die uitleggen hoe biologische systemen functioneren. Het is een van de hoogste onderscheidingen van de American Society of Biomechanics (ASB).
Twee voorbeelden:
- Award 2013: Cortical bone tissue mechanical quality and biological mechanisms possibly underlying atypical fractures.[2]

- Award 2018: Adaptive motor planning of center-of-mass trajectory during goal-directed walking in novel environments.[3]